# Plata mečíkatá
Plata mečíkatá, (latinsky: Xiphophorus xiphidium, slovensky: Plata mečová, anglicky: Swordtail platyfish). Rybu poprvé popsal v roce 1932 americký biolog a ichtyolog Myron Gordon (13. listopad 1899 – 12. březen 1959). Pojmenování ryby vychází ze spojení řecký slov: xiphos, tedy meč a pherein, tedy nosit.

## Popis
Samec je štíhlý. Samice jsou větší a plnější v břišní oblasti. Samice dorůstají velikosti 5 cm, samci od 3 do 4 cm. Barevná variabilita je široká. Základní barvou je olivově hnědá, břicho světlé. Dospělý samec má krátký, do 5 mm dlouhý mečík na ocasní ploutvi. Při námluvách samec získává na bocích modravý nádech, někdy se objevují i černé svislé pruhy. Je známo 5 původních barevných variet.

## Biotop
Ryba se vyskytuje v Severní Americe, ve vodním systému Rio Soto La Marina v Tamaulipas, v Mexiku. Obývá klidné, pomalu tekoucí vody, odvodňovací kanály, přítoky řek, močály a rybníky.

## Chov v akváriu
- Chov ryby: Ryba je na chov velmi nenáročná. Měl by být zachován větší poměr samic k samcům (3:1). Ryba vyžaduje pravidelnou výměnu vody.[4]
- Teplota vody: 20–26°C[4]
- Kyselost vody: 7,0–8,0pH[4]
- Tvrdost vody: 10–20°dGH[4]
- Krmení: Jedná se o všežravou rybu, preferuje živou potravu, přijímá také vločkové, nebo mražené krmivo. Pro dobré vybarvení a růst by strava měla být pestrá.[4]
- Rozmnožování: Březost trvá přibližně 25–28 dní. Samice rodí přibližně 40–60 mláďat.[4]